# توزلوچال (آماسیه)
توزلوچال (به ترکی استانبولی: Tuzluçal) یک منطقهٔ مسکونی در ترکیه است که در آماسیه واقع شده‌است.